# Waterloo Regional Airport

i7
i11
i13
Der Waterloo Regional Airport (IATA-Code: ALO, ICAO-Code: KALO), auch als Livingston Betsworth Field bekannt, ist der Flughafen von Waterloo und Cedar Falls im Black Hawk County im mittleren Nordosten des US-amerikanischen Bundesstaates Iowa. Der Flughafen ist ständig geöffnet und befindet sich im Besitz der Stadt Waterloo.
Die Federal Aviation Administration (FAA) stuft den zum National Plan of Integrated Airport Systems gehörenden Flughafen anhand der Zahl von 22.297 abfliegenden Passagieren (im Jahr 2011) als nonhub primary commercial service airport ein.

## Lage
Der Flughafen liegt im äußersten Nordwesten des Stadtgebiets von Waterloo und direkt an der östlichen Stadtgrenze der Nachbarstadt Cedar Falls. Über den U.S. Highway 218 ist das Stadtzentrum von Waterloo 10 km in südöstlicher Richtung und das Zentrum von Cedar Falls in 6 km in südwestlicher Richtung entfernt.

## Ausstattung
Der Flughafen verfügt über drei Start- und Landebahnen, die je einen Beton- bzw. Asphaltbelag haben. Es gibt einen Passagierterminal und die Stützpunkte der beiden Mietwagenfirmen Hertz und Avis.

## Flugzeuge und Flugbewegungen
Auf dem Flughafen sind insgesamt 97 Flugzeuge stationiert. Davon sind 75 einmotorige Propellermaschinen, 9 mehrmotorige Propellermaschinen sowie 4 Düsenjets. Daneben sind noch 9 Militärflugzeuge stationiert. 
Von den 60 Flugbewegungen pro Tag sind 1 Prozent dem Linienflugverkehr, 85 Prozent der Allgemeinen Luftfahrt, 7 Prozent dem Lufttaxiverkehr zuzuordnen. Daneben gibt es noch rund 7 Prozent militärische Flugbewegungen.

## Fluggesellschaften und Flugziele
American Airlines betreibt von hier einen Liniendienst nach Chicago mit täglich zwei Abflügen.